# Exopristus trigonomerus
Exopristus trigonomerus är en stekelart som först beskrevs av Masi 1916.  Exopristus trigonomerus ingår i släktet Exopristus och familjen gallglanssteklar. Inga underarter finns listade i Catalogue of Life.